# Železniška proga čez Semmering
Železniška proga čez Semmering (nemško Semmeringbahn) v Avstriji, ki se začne pri Gloggnitzu in vodi čez prelaz Semmering do Mürzzuschlaga, je bila prva gorska železnica v Evropi, zgrajena s standardno tirno širino. Glede na zelo zahteven teren in precejšnjo višinsko razliko, ki so jo obvladali med njegovo gradnjo, jo običajno imenujejo prva prava gorska železnica na svetu. Še vedno popolnoma deluje kot del južne železnice, ki jo upravljajo Avstrijske zvezne železnice.

## Potek in tehnični podatki
Železniška proga čez Semmering je dolga 42 km, pri čemer je zračna razdalja med obema končnima točkama le 21 km. Premaga višinsko razliko od Gloggnitza do vrha 459 m in od Mürzzuschlaga 271 m. Vrh je 898 m nad morjem. Za pot je značilnih 14 predorov (vključno s starim predorom Semmering dolgim 1434 m in novim predorom Semmering dolgim 1512 m), 16 viaduktov (več jih je dvonadstropnih) in več kot 100 obokanih kamnitih mostov in prepustov. Na skoraj 60 % celotne dolžine je gradient najmanj 20 ‰, največ 28 ‰. Proga je ravna le na 22,4 km, druga polovica (20,4 km) je v krivinah, pri čemer ima 16 % proge z radiji loka 190 m. Večina proge vodi po gorskih pobočjih, stranske doline so premoščene z viadukti.

## Zgodovina

### Predzgodovina
Do 20. stoletja je bil prehod čez Semmering precej nesmiseln, saj so se trgovci izogibali neprehodnemu območju in se izogibali goram bolj vzhodno. Šele nato se je pojavila pot. Leta 1728 je cesar Karel VI. Habsburški dal zgraditi strmo cesto z nakloni do 17 %.
Ker ta cesta v 19. stoletju ni več ustrezala prometnim zahtevam, je nadvojvoda Janez Habsburško-Lotarinški želel zgraditi železnico od Dunaja do Trsta ne preko Madžarske, temveč prek Semmeringa. Na spodnjeavstrijski strani je bila že proga do Gloggnitza (1842), na štajerski pa do Mürzzuschlaga (1844). Končni točki obeh prog sta bili povezani s cesto, zgrajeno leta 1841, po kateri so čez prelaz vse blago prevažali s konji in vozovi z do dvanajstimi vpreženimi konji.

### Načrtovanje
Za nadomestitev dragega cestnega prometa je bila potrebna železniška povezava med Gloggnitzom in Mürzzuschlagom. Vendar so bili takrat dvomi o tehnični možnosti izvedbe.
Direkcija za gradnje in kasnejši direktor Carl von Ghega je leta 1841 dobil ukaz za načrtovanje prehoda Semmering. V ta namen je leta 1842 raziskal izkušnje v Veliki Britaniji in ZDA in načrtoval tri različice, ki jih je predstavil takratnemu generalnemu direktorju državnih železnic Hermenegildu Ritterju von Francesconiju:
- Varianta južno od doline Schottwiener, kjer danes poteka trasa hitre ceste Semmering S 6,
- Varianta strme rampe z največjim naklonom 36 ‰ in
- različica dokončno izvedena.

Ghega je moral oceniti tudi druge oddane projekte, ki so vključevali daljše predore.

### Tehnične težave
Takrat so predori veljali za obvladljive le z malo skalnega pokrova. Pri gradnji daljših predorov so bili v določenih presledkih zgrajeni navpični jaški, da je bilo mogoče iz njih napadati vmesne odseke. Ta metoda se še danes uporablja za pospešitev gradnje ali ker geološke razmere to zahtevajo. Predore so še vedno kopali ročno, saj ni bilo primernejšega eksploziva, kot je dinamit, razen črnega prahu. Gradnja predora je bila obremenjena s tveganjem: predor Weinzettelwand je moral biti preusmerjen po strmem padcu 27. oktobra 1850, v katerem je umrlo 14 rudarjev. Prvotno je bilo načrtovano, da bo proga speljana skozi kratek predor in v galerijah ob Weinzettelwand, nato pa pot premaknjena v goro. Razstreljeni so bili trije predori, ki so bili povezani z dvema galerijama: predori so se imenovali Lechner-Tunnel, Am Giegeneste in Unter der Geierkirche, ena od galerij je imela le eno odprtino, druga šest odprtin. Šele po tem se je za celotno gradnjo uveljavilo ime Weinabelwand-Tunnel. Zapuščena gradbišča na prvotno načrtovani progi so še vedno prepoznavna v naravi na vzhodni in južni strani.
Proga je bila načrtovana, ko ni bilo primernih lokomotiv za oprijem za predvidene vzpone. Ghega je v zasnovo lokomotive, ki je bila končno uporabljena, prinesel najnovejše tehnologije, ki so bile razvite šele pred kratkim. Uveljavil se je proti nasprotnikom, ki so menili, da je takšna proga izvedljiva le kot zobata železnica ali s potegom kablov.

#### Nasprotniki projekta
Nasprotniki projekta (predvsem Inženirska zbornica in arhitekturna zbornica) so bili naklonjeni načelu vlečenja s kabli, ki približno ustreza današnjim vzpenjačam. Takrat se je ta tehnika pogosto uporabljala za premagovanje strmih naklonov in je predstavljala takratno stanje tehnike.

## Gradnja
Pod vplivom marčne revolucije leta 1848 in za ublažitev brezposelnosti so se gradbena dela začela razmeroma hitro na obeh koncih proge, od Gloggnitza in Mürzzuschlaga, že poleti 1848. Proga, inženirske strukture, nadzorni objekti in postaje so bili postavljeni hkrati, pogosto zgrajeni iz izkopanega materiala iz predorov. Material, izvlečen iz pokrajine, je bil uporabljen neposredno za njegovo konstrukcijsko zasnovo, vendar jeklenih konstrukcij skorajda ni bilo.
Velik problem pri gradnji proge je bilo dejstvo, da proge takrat ni bilo mogoče izmeriti s potrebno natančnostjo s sredstvi. Najprej je bilo treba razviti nove instrumente in geodetske tehnike. Razmerje naklona do 28 ‰ (= več kot 1 m višinske razlike na 40 m dolžine poti) in najmanjši polmer krivulje 190 m sta bila nova.
Predore in viadukte na progah je v šestih letih zgradilo 20.000 delavcev, vključno s tretjino žensk in so bili pomemben dosežek tako v tehničnem kot organizacijskem smislu. 89 ljudi je umrlo v nesrečah pri delu (eden med razstreljevanjem pri predoru Klamm, 14 pri Weinzettelwand), nekaj sto bolezni, kot je kolera, ki se je širila v bivališčih delavcev. Ključno vlogo pri gradnji predorov je igralo moravsko podjetje Gebrüder Klein iz Zöptaua, ki je že dokazalo izkušnje z gradnjo na številnih progah na eškem in Moravskem.

### Odprtje
Gradbena dela so bila končana leta 1854. Že 23. oktobra 1853 je prva lokomotiva zapeljala po progi Mürzzuschlag - Payerbach. Kmalu zatem je bila proga nenehno prevozna. 16. maja 1854 je cesar Franz Jožef I. prevozil progo skupaj z Ritterjem von Ghego - leta 1851 je bil povzdignjen v viteza. 17. julija 1854 je bila odprta za potniški promet. Ker pa je bila nanjo gledana le kot del celotnega projekta Južne železnice, ni bila nikoli uradno odprta.

### Obratovanje
Čeprav na progi ni bilo potrebno skoraj nobeno vzdrževanje, je zlasti voda v predoru Scheiteltunnel povzročala težave. Lesena vrata naj bi zaščitila predor pred prodiranjem in nato zmrzovanjem gorske vode, poskušali pa so predor ohraniti suh s plinskimi gorilniki.
V času gradnje je bilo malo izkušenj z vozno dinamiko železnic. Zato so bili viadukti - in za prihranek stroškov gradnje - zgrajeni v obliki loka. To ima slabost, da vlaki, ki potujejo nad njimi, izvajajo bočne centrifugalne sile na viadukte in jih tako obremenjujejo. Dodatni podporni stebri na viaduktu Adlitzgraben so bili dodatek, da se viadukt ne bi podrl. To je bilo edino izboljšanje proge, ki je bilo še izvedeno v času Ritterja von Ghege.
V desetletjih je obremenitev proge nenehno naraščala. Sprva je bila odobrena za potniški promet, nato pa leta 1868 tovorni promet.

#### 20. stoletje
Proga je zlasti trpela med drugo svetovno vojno. Čeprav ni bilo na voljo sredstev za vzdrževanje, so čez prelaz vozili vlaki s premogom s skupno težo do 900 t in tremi lokomotivami. Med kampanjo na Jugoslavijo so dnevno prepeljali več kot 75.000 ton.
V zadnjih tednih vojne je bila železnica čez Semmering strateški cilj Rdeče armade. 1. aprila 1945 jo je dosegla 103. gardijska strelska divizija XXXVII. Gardijski strelski korpus 9. gardijske vojske Gloggnitz je blokiral železniško povezavo čez Semmering, da onemogoči premik nemških vojakov čez južno železniško progo. Preostali dve diviziji korpusa, 98. in 99. gardijska strelske divizije, sta prav tako prodrli v Schwarzatal in tako zavarovali levi bok sovjetskega napredovanja na Dunaj. Nemške alarmne enote, ki so bile kasneje združene v 9. gorsko divizijo (vzhod), so lahko stabilizirale razmere do konca vojne in Sovjetskemu prelazu preprečile nadaljnji napredek na Štajersko.
V zadnjih dneh vojne so najvišji ukazi odredili uničenje predorov in viaduktov železnice čez Semmering, da bi upočasnili napredovanje Rdeče armade. Ureditev tega ukaza je bila umaknjena z ukazom polkovnika Heriberta Raithela, poveljnika gorske divizije. Namesto tega je bila sprejeta odločitev, da se sprostijo tirnice v predoru blizu Breitensteina, nato pa pustijo, da se nekaj lokomotiv in vagonov odkotali iz Semmeringa, ki se nato iz manipuliranega predora iztiri in tako blokira Semmeringško železnico dovolj dolgo, ne da bi jo popolnoma uničili.
Leta 1949 so začeli graditi drugo enotirno cev za grebenski predor, ki je že potreboval obnovo, zgrajen tudi do 100 m od starega predora. Progi se spet zbližata na izhodih iz predora. Novi predor, ki so ga odprli 1. marca 1952, je dolg 1512 m. Stara 1434 m dolga cev je dobila novo oblogo in je bila zmanjšana na tir. Začeli so ga uporabljati februarja 1953.
V času parnih lokomotiv so bili v poletnih mesecih ob progi pogosto gozdni požari zaradi letečih isker iz dimnikov močno obremenjenih strojev. Danes požar nasipa v glavnem povzročajo iskre med zaviranjem zaradi strmega naklona in med vzdrževalnimi deli (tukaj predvsem na Eichbergu). Od leta 1956 do 1959 je bila železnica Semmering postopoma elektrificirana.
Težko dostopen teren je uvedel posebne previdnostne ukrepe, potrebne za tekoče operacije. V celoti je bilo na progi postavljenih 55 čuvajnic kot dvonadstropne kamnite stavbe. Danes jih je še kar nekaj, zdaj pa večinoma služijo kot počitniške hiše. Poleg tega je bilo v pol lesenih stavbah zgrajenih 32 signalnih hiš. Tako imenovani "košarasti signali" (Korbsignale) so služili kot železniški signali. Uslužbenci železnice so bili med seboj - prvič na avstrijskih železnicah - povezani z električnimi zvonovi. Telegrafi so bili uporabljeni šele pozneje. Proga je bila zgrajena za promet po levi strani, dolga leva in šele decembra 2019 prešla na desni promet. Od leta 1977 je promet med Payerbach-Reichenau in Mürzzuschlagom centralno nadzoroval dispečer na postaji Semmering.
V celotnem obdobju obratovanja so se zgodile tri resne železniške nesreče (1967, 1976 in 2015).

## Lokomotive
- Mednarodni hitri vlak z lokomotivo serije ÖBB 1044
- Od 1920-ih je linija 82, kasneje ÖBB 95 - tukaj kot spomin na železniški postaji Payerbach-Reichenau - zagotavljala storitve vlečenja in potiskanja.
- Na Semmeringu so bile nepogrešljive tudi vojne lokomotive razreda 52
- Pred elektrifikacijo je "Modra strela" zagotavljala mednarodne storitve hitrih vlakov (posebni vlak, 2003)
- 4010 z nadzornim avtomobilom 6010 004–7 spredaj na Krauselklauseviadukt (2002)
- 1010 iz zgodnjih dni elektrifikacije zdaj vozi "Pustolovski vlak Magic Mountains" (postaja Payerbach-Reichenau)
- Lokomotiva Seraing tekmovanja v lokomotivah iz leta 1851
- Regionalni vlak z mestnim avtobusom in 1142 na postaji Wolfsbergkogel
- Električna lokomotiva Taurus 1116.249 z Railjet RJ 539 izstopa iz predora Weinscheinwand 23. maja 2017
- 4023.011 kot vlak R 6487, ki je 23. maja 2017 izstopil iz predora Weinscheinwand

Za razvoj lokomotiv, ki bi se lahko spopadle z nakloni Semmeringške železnice, so potekala inženirska tekmovanja, na katerih so bile predlagane precej pustolovske konstrukcije. Tekmovanje, ki je potekalo v Semmeringu leta 1851, je pripeljalo do svetovnega porasta razvoja gradnje lokomotiv.
Vplivne osebnosti so med gradnjo polemizirale proti izbranim lokomotivam. Štiri vrste so ostale primerne in sicer lokomotive Bavaria bavarskega podjetja Maffei, Vindobona iz tovarne strojev Dunaj-Gloggnitzer Bahn, Neustadt iz tovarne lokomotiv Günther in Seraing belgijske družbe Cockerill. Nato je bil Wilhelm von Engerth dobil pooblastilo za usklajevanje prednosti štirih konkurenčnih vrst.
Prve uporabljene lokomotive so bile lokomotive tipa Engerth. Lokomotive Engerth so kasneje izdelovali tudi z drugimi zaporedji osi. Ker pa je bila na strmi progi potrebna vleka in ne hitrost, so bile parne lokomotive za vse vrste vlakov pozneje zgrajene v skladu z načeli za tovorne lokomotive (veliko pogonskih koles z majhnimi premeri), načelo, ki je postalo standard za vse nadaljnje gorske železnice. Ekspresni vlaki so se običajno vozili po dolinskih poteh z lokomotivami hitrih vlakov na visokih kolesih, na postajah Gloggnitz in Mürzzuschlag so lokomotive zamenjali ali dodali stroje za vlečenje in potiskanje.
Ne samo začetek gore, ampak tudi spust je bil nevaren. Pred uvedbo sistemov za samodejno zaviranje je moralo voziti do pet zavornikov, da je vlak varno pripeljal nazaj v dolino.
Električno obratovanje se je začelo leta 1959 s šestosnimi lokomotivami serije 1010. Vendar je njihova zasnova hitro privedla do velike obrabe tirnic in koles, tako da so do danes v uporabi le najmočnejše štirikolesne lokomotive ÖBB. Trenutno so to stroji iz družine Taurus, pa tudi Thyristor lokomotive iz serij 1044 in 1042 ter 1142, ki so nosile glavno obremenitev v prejšnjih desetletjih. Poleg tega je bil Semmering do decembra 2006 glavno področje uporabe več enot za razred 4010 express.
V regionalnem prometu med enotami Payerbach-Reichenau in Semmering / Mürzzuschlag vozi večkratna enota razreda 4023. V primeru okvare bo 4023 zamenjal predhodnik 4020. Par vlakov REX med Dunajem in Mürzzuschlag vozi dvojna enota serije 4744.
Čez Semmering vozijo številni nostalgični vlaki, parne lokomotive ki jih zagotavlja Železniški muzej Strasshof blizu Dunaja in druge zbirke. Posebnost so bili avanturistični vlaki Čarobne gore in Dunajske Alpe, ki jih je zagotovil ÖBB. Do decembra 2008 so bili nostalgični vlaki, ki so ob vikendih in praznikih vozili po običajni tarifi, izdelani iz zgodovinskih prvovrstnih vagonov in lokomotive razreda 1010 ali 1141.
Poleti 2015 je obratoval nostalgični vlak, ki ga je upravljalo združenje Schiene Südburgenland.

### Primerjava potovalnih časov in prevoženih kilometrov
- 1860: čas potovanja 2 uri 4 minute, obremenitev prikolice 140 t
- 1938: čas vožnje 1 ura
- 1990: čas potovanja 42 minut, obremenitev priklopnika 1000 t

## Znamenitosti na progi
Vožnja po železnici čez Semmering je še vedno cenjena kot posebno doživetje zaradi raznolike pokrajine, značilnih zgradb in značilnega zaporedja viaduktov in predorov. Ob progi je postavljena tudi železniška pohodniška pot, tako da lahko vstopate in sestopate na številnih postajališčih. Ob 150. obletnici Semmeringške železnice so na Bahnwanderwegu zgradili otroško igrišče in umetniški duo 1000 & je leta 2008 izdelal skulpturo, ki je bila postavljena na železniški postaji v Semmeringu.
Ob železnici so številni zgodovinski objekti, večinoma iz časa monarhije:
- hotel Südbahn
- Ghegadenkmal v železniški postaji Semmering
- zgodovinska pošta v Kübu
- hotel Panhans v Semmeringu
- pokrajina Zauberberge
- muzejska železnica Höllentalbahn
- Grad Gloggnitz
- Ghegov muzej ob viaduktu Kalte Rinne
- Muzej Južne železnice v Mürzzuschlagu
- Čuvajnice

## Pomen in učinek

### Mednarodni
Železnica čez Semmering in okoliška pokrajina sta od leta 1998 na Unescovem seznamu svetovne dediščine. Leta 1993 sta ga na pobudo nevladne organizacije (NVO) Alliance For Nature predlagali zvezni deželi Spodnja Avstrija in Štajerska. Že leta 1923 je bila železnica Semmering v Avstriji postavljena pod spomeniško varstvo. To zaščito je leta 1997 potrdil Zvezni urad za spomenike. Kot rezultat te prijave je Unesco izvedel globalno primerjalno študijo železniških spomenikov, ki je potrdila svetovni kulturni pomen železnice čez Semmering. Posledično je bila uvrščena na seznam svetovne dediščine kot prva železniška proga na svetu. Konec oktobra 2017 je bilo na seznam dokumentov svetovne dediščine kot zgodovinski dokument za gradnjo prog vpisanih 164 zvezkov, skic, risb, akvarelov, litografij in gravur iz jekla. Ta odlikovanja pomenijo prejšnjo najvišjo oceno železniške proge.
Razlogi za te nagrade so bili v tem, da jih je njihov graditelj Carl Ritter von Ghega zasnoval tako, da narava in tehnologija nista v nasprotju, temveč usklajena med seboj. Le tako mu je uspelo zgraditi prvo evropsko gorsko železnico s standardno tirno širino. Ob zaključku je bila Semmeringška proga že razumljena kot 'urejanje okolice', ki je ponujala edinstveno potovalno izkušnjo. Peter Rosegger je Semmeringško železnico že opisal kot »harmonično kombinacijo tehnologije in narave«. Unesco je nevarnost za železnico Semmering in njeno okolico prepoznal tudi iz predvidenega baznega predora: »Če bo železnica čez Semmering dejansko nadomeščena z baznim predorom, bi to lahko povzročilo zaprtje in v najslabšem primeru propad te pomembne gorske in krajinske železnice« (Bernd von Droste zu Hülshoff, ustanovni direktor Unescovega centra za svetovno dediščino).
Leta 2004 je bil v Mürzzuschlagu odprt muzej Južne železnice, v katerem je mogoče videti številne eksponate in dokumente o železnici čez Semmering. 1. septembra 2012 je bil odprt prvi muzej Carl Ritter Ghega v Breitensteinu, neposredno ob viaduktu Kalte Rinne. Prikazuje življenje in delo Ghegeja in njegovih najpomembnejših sodelavcev.
Železnica čez Semmering se je znašla tudi v svetovni literaturi: strogost gradnje je opisana v noveli Die Steinklopfer Ferdinanda von Saarja, ki je bila napisana dvajset let po tem, ko je bila zgrajena. Peter Rosegger je v zgodbi Ko sem prvič sedel na parno lokomotivo poročal o prvem stiku in kulturnem šoku lokalnega prebivalstva ob uporabi nove tehnologije.

### Avstrija in regije
Z izgradnjo železnice čez Semmering je bila pokrajina Semmering odprta za turizem. Številne hotelske stavbe in vile so dokaz te dobe. Prebivalstvo občine Semmering se je med letoma 1869 in 1929 povečalo s 135 na 1816. S prihodom številnih Dunajčanov so tu načrtovali znani arhitekti, kot sta Ferstel ali Flattich. Prizemljen, krajinsko značilen slog so združili s 'kočarskim slogom'.
Ogromen razcvet na prelomu stoletja in nadgradnjo regije kot območja zimskih športov v prvi tretjini 20. stoletja je najprej prekinila vojna, pozneje pa spremenjene potrebe po dopustu. Nenazadnje je edinstvena kulturna krajina ostala nespremenjena.
V mnogih skupnostih so ulice, zgradbe in trgi poimenovali po železnici Semmering ali Carlu Ritterju von Ghegi. V regiji Semmering je skoraj v vseh občinah Ghegagasse, v tretjem dunajskem okrožju pa se ulica blizu nekdanjega Südbahnhofa imenuje Ghegastraße.
Vedno znova je bil vlak z okoliško pokrajino uporabljen kot motiv za poštne znamke ali bankovce. Kalte Rinne je bilo videti na zadnji strani predzadnje izdaje bankovca za 20 šilingov, na sprednji strani je bil portret graditelja Carla Ritterja von Ghega (datum izdaje: 4. november 1968).

## Bazni predor Semmering
Zaradi omejitev gorske železnice na avstrijski Južni železnici se od sredine 20. stoletja razvijajo številne različice za gradnjo predorov pod prelazom Semmering. Prvi projekt baznega predora se je začel že v 1990-ih. Zaradi velikega vdora vode in negativnega obvestila o ohranjanju narave s strani države Spodnje Avstrije pa je bilo treba predore ustaviti in nato prenehati.
Od pomladi 2012 se ponovno izvajajo pripravljalna dela za bazni predor Semmering med Gloggnitzom in Mürzzuschlagom. Leta 2014 je upravno sodišče preučilo zakonitost presoje vplivov na okolje in postopka odobritve ter maja 2015 prižgalo zeleno luč za gradnjo predora, ki bo končana do leta 2026.
Ne glede na to pa nasprotniki gradnje predorov še vedno vidijo status svetovne dediščine, podeljene železnici čez Semmering, kot ogroženo. Po navedbah Unesca in strokovnjaka Tonija Häfligerja, ki dela zanje, ta status svetovne dediščine ni oslabljen. Unesco gradnje baznega predora Semmering ne vidi kot grožnjo za svetovno dediščino "Semmering Railway z okoliško pokrajino".

## Železnica v numizmatiki
Alpska železnica čez Semmering je bila glavni motiv številnih zbirateljskih kovancev in medalj. Eden najbolj znanih in najnovejših je kovanec ob 150 letnici Semmeringške železnice. Na aversu sta dve lokomotivi: zgodovinska in moderna. Na hrbtni strani kovanca je tipičen pogled. Parna lokomotiva Engerth se je ravno pojavila iz tunela, ko je prečkala enega od značilnih viaduktov. Avstrijski šiling iz leta 1967 ima na eni strani inženirja, na drugi pa sceno iz Semmeringa (vključno z enim od značilnih mostov).

## Filmi
- SWR: Eisenbahn-Romantik – Weltkulturerbe Semmeringbahn (Folge 348)
- SWR: Eisenbahn-Romantik – Dampfwolken über dem Semmering (Folge 509)
- Manfred Baur, Hannes Schuler: Die Eroberung der Alpen. Über den Pass. Teil 1 (5-teilig). 2009, Dokumentation. 45 min.Die Eroberung der Alpen: Über den Pass Arhivirano 2014-05-17 na Wayback Machine.